# The Saint of Bleecker Street

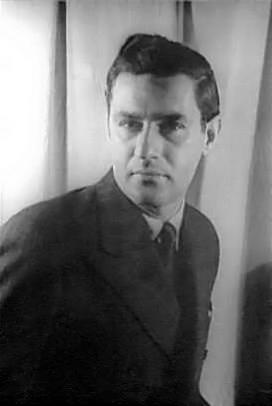
Gian Carlo Menotti

The Saint of Bleecker Street är en opera (Musical drama) i tre akter med musik och text av Gian Carlo Menotti.

## Historia
Menottis opera hade premiär den 27 december 1954 på Broadway Theatre i New York. Den prisades av både the Drama Critics' Circle Award och the New York Music Critics' Cicle Award, samt gav tonsättarens hans andra Pulitzerpris.
Själv ansåg Menotti att operan "melodiskt sett var en förbättring av Konsuln". Operan är komponerad i en mer grandios stil med markant användning av körer (vilka saknades i Konsuln) och en stor orkester, vilket gav känsla av en gammaldags grand opéra. Operan fick bra kritik och prisades som ett tekniskt och dramatiskt mästerverk. Den gick länge för fulla hus på Broadway (92 föreställningar).

## Personer
- Annina (sopran)
- Don Marco (bas)
- Michele (tenor)
- Assunta (mezzosopran)
- Maria Corona (sopran)
- Desideria (mezzosopran)
- Salvatore (baryton)
- Carmela (sopran)
- En ung man (tenor)
- En ung kvinna (sopran)
- Förste gäst (tenor)
- Andre gäst (baryton)
- Concettina (stum roll)
- Marias son (stum roll)
- Bartender (stum roll)

## Handling
På Bleecker Street i stadsdelen Little Italy i New York anses Annina vara ett helgon därför att hon får Kristi sår i handflatorna. Under en fest beskyller Annina och prästen don Marco hennes bror Micheles fästmö Desideria för att vara omoralisk. Desideria anklagar i sin tur Michele för att vara förälskad i sin egen syster, varpå han dödar henne och flyr. Annina vill bli nunna, och under vigningsceremonin kommer Michele och försöker övertala henne att fly med honom. Men Annina är döende och don Marco sätter den heliga ringen på hennes finger i hennes sista stund.